# 비디오디스크

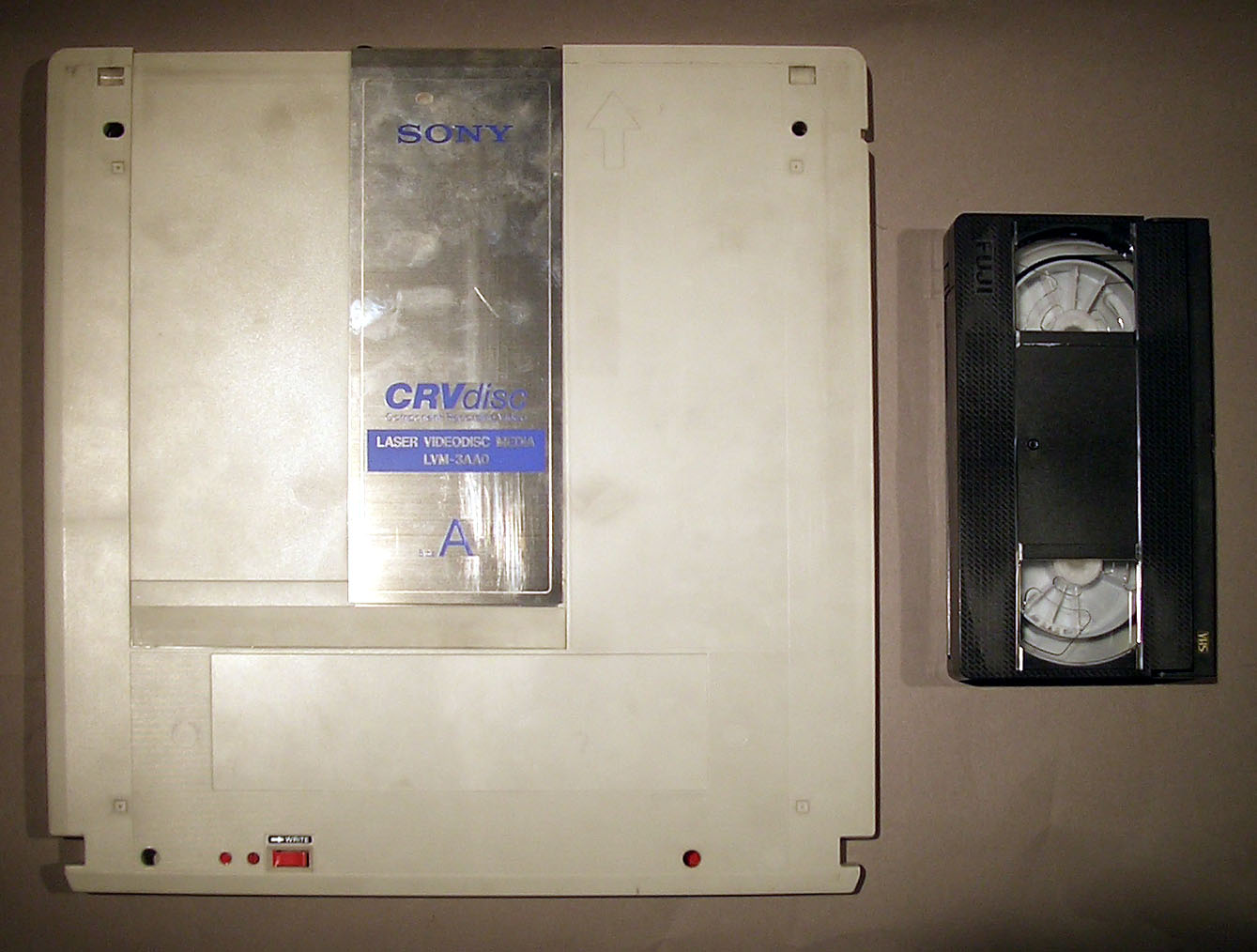
비디오디스크와 VHS 카세트

비디오디스크(Videodisc)는 아날로그 형식으로 기록된 오디오 및 아날로그 비디오 신호를 모두 포함하는 레이저 또는 스타일러스 판독 가능 랜덤 액세스 디스크에 대한 일반적인 용어이다. 일반적으로 이는 DVD 형식이 대중화되기 이전의 모든 미디어에 대한 참조이다. 최초의 주류 공식 비디오디스크는 TED(Television Electronic Disc) 비디오디스크였으며 최신 버전은 4K 울트라 HD 블루레이 디스크이다. 2023년 9월 기준 DVD, 비디오 CD(VCD) 및 SVCD와의 가격 차이로 인해 활성 비디오 디스크 형식은 블루레이 디스크, DVD 및 기타 지역으로 구성된다.